# مزرعة تحقيقاتي توتون
مزرعة تحقيقاتي توتون هي قرية في مقاطعة أرومية، إيران. عدد سكان هذه القرية هو 103 في سنة 2006.